# Gare d'Asse
Ne doit pas être confondu avec la Gare d'As.
La gare d’Asse (station Asse en néerlandais) est une gare ferroviaire belge de la ligne 60 de Jette à Termonde située à Asse, dans la province du Brabant flamand en Région flamande.
C'est une halte voyageurs de la Société nationale des chemins de fer belges (SNCB-NMBS) desservie par des trains Suburbains (S) des lignes S3 et S10 du (futur) RER Bruxellois.

## Situation ferroviaire
Située au point kilométrique (pk) 9,60 de la ligne 60, de Jette à Termonde, elle est établie entre les gares ouvertes de Zellik et de Mollem.

## Histoire
La gare d'Asse ouvre le 18 mai 1879 en même temps que la section entre Termonde et Asse de la future ligne 60 de Termonde à Jette. Elle fut durant trois ans une gare terminus, le temps que la section entre Asse et Jette soit à son tour construite le 15 septembre 1881.
Construite comme de nombreuses lignes à cette période par des sociétés privées pour les Chemins de fer de l’État belge, elle reçoit, comme les autres gares de cette ligne, un bâtiment de gare de plan type 1873 qui comporte une aile de sept travées disposée à droite du corps central. Cette gare, qui desservait une localité importante, avait comme particularité d'être plus profonde que la plupart des gares de plan type 1873 et de posséder un corps central agrandi qui se caractérise par quatre travées à chaque étage au lieu de trois. Au moins une gare de type 1873, celle de Kontich-Dorp, possédait les mêmes caractéristiques et plusieurs (celles de Boom, Gilly-Saint-Allet, Gosselies, et Jumet-Brûlotte) avaient également quatre travées mais avec un écart important entre les trois premières et la quatrième. Elle se singularise davantage en étant décorée d'angles en pierre à pilastres à refends et les pignons possèdent à l'étage un oculus, désormais muré. L'aile de service à toit plat est un ajout ultérieur.

## Service des voyageurs

### Accueil
Halte SNCB, c'est un point d'arrêt non géré (PANG) à accès libre. Elle est équipée d'un distributeur automatique pour l'achat de titres de transport.

### Desserte

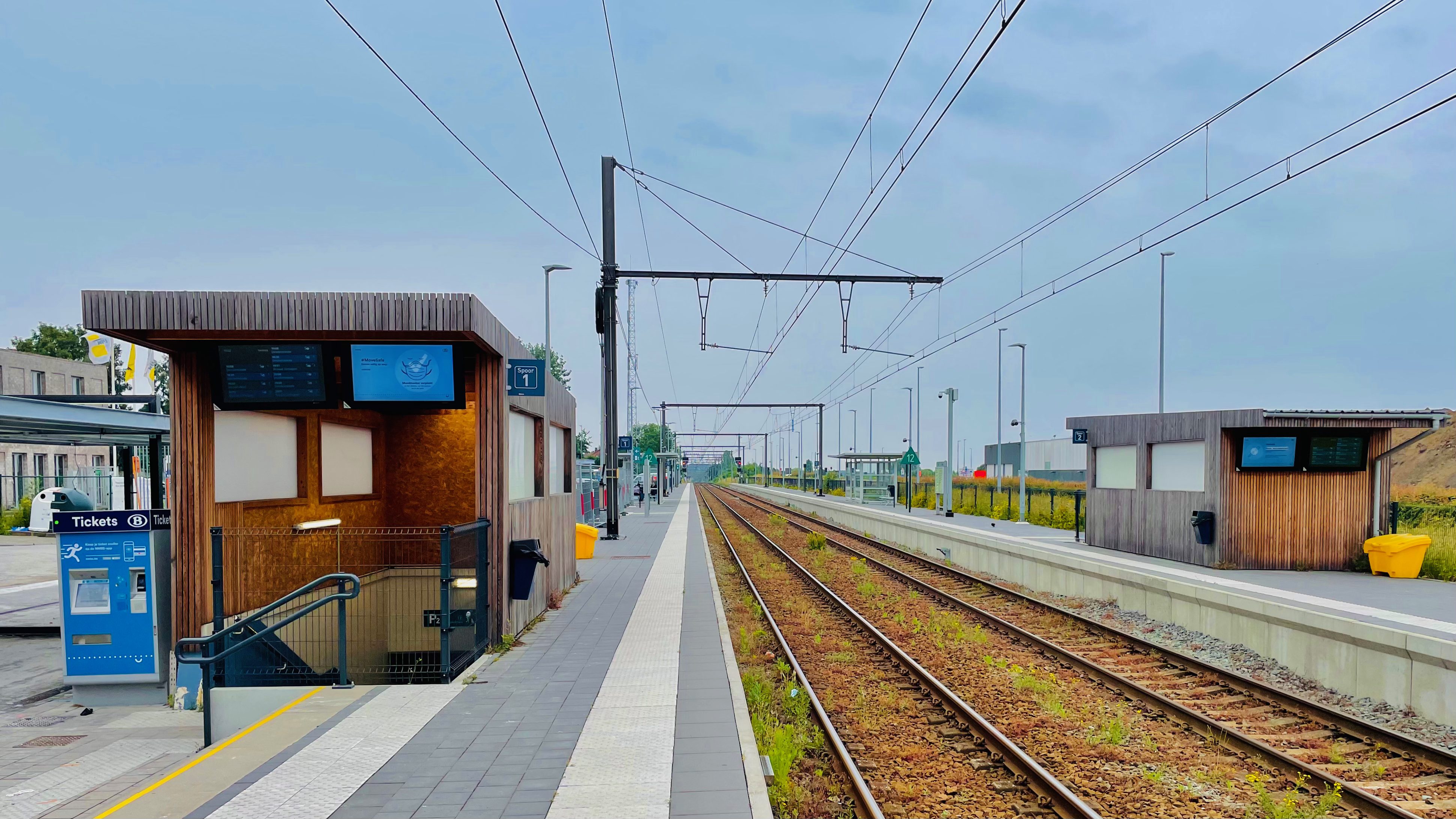
Quais de la halte (2021).

Asse est desservie par des trains Suburbains (S), de la SNCB (voir brochure SNCB,).
En semaine, la desserte comporte des trains S3 entre Termonde et Zottegem via Bruxelles et des trains S10 entre Bruxelles-Midi et Termonde via la gare de l'ouest, au rythme d'un par heure chacun.
Le dernier train de la journée est un InterCity (IC) reliant Courtrai à Termonde en desservant tous les arrêts intermédiaires entre Jette et Termonde (les autres IC de la ligne sont directs).
Les week-ends et jours fériés, la desserte se limite à des trains S10 entre Bruxelles-Midi et Termonde qui circulent toutes les heures.

### Intermodalité
Un parc pour les vélos et un parking (avec deux places pour les personnes à mobilité réduite) pour les voitures y sont aménagés. 
Un arrêt à proximité est desservi par des bus De Lijn.

## Comptage voyageurs
Ce graphique et tableau montre le nombre de voyageurs embarquant en moyenne durant la semaine, le samedi et le dimanche.
| Nombre de passagers qui embarquent à la gare d`Asse | Nombre de passagers qui embarquent à la gare d`Asse | Nombre de passagers qui embarquent à la gare d`Asse | Nombre de passagers qui embarquent à la gare d`Asse |
|                                                     | Semaine                                             | Samedi                                              | Dimanche                                            |
| --------------------------------------------------- | --------------------------------------------------- | --------------------------------------------------- | --------------------------------------------------- |
| 1977                                                | 1 220                                               | 154                                                 | 127                                                 |
| 1978                                                | 1 369                                               | 180                                                 | 137                                                 |
| 1979                                                | 1 453                                               | 203                                                 | 128                                                 |
| 1980                                                | 1 407                                               | 200                                                 | 137                                                 |
| 1981                                                | 1 557                                               | 195                                                 | 150                                                 |
| 1982                                                | 1 529                                               | 203                                                 | 204                                                 |
| 1983                                                | 1 494                                               | 199                                                 | 186                                                 |
| 1984                                                | 1 438                                               | 167                                                 | 125                                                 |
| 1985                                                | 1 497                                               | 175                                                 | 226                                                 |
| 1986                                                | 1 296                                               | 168                                                 | 147                                                 |
| 1987                                                | 1 164                                               | 154                                                 | 143                                                 |
| 1988                                                | 1 104                                               | 144                                                 | 167                                                 |
| 1989                                                | 1 100                                               | 162                                                 | 137                                                 |
| 1990                                                | 1 117                                               | 156                                                 | 131                                                 |
| 1991                                                | 1 258                                               | 154                                                 | 148                                                 |
| 1992                                                | 1 143                                               | 140                                                 | 142                                                 |
| 1993                                                | 1 104                                               | 220                                                 | 136                                                 |
| 1994                                                | 1 111                                               | 153                                                 | 165                                                 |
| 1995                                                | 948                                                 | 145                                                 | 123                                                 |
| 1996                                                | 982                                                 | 199                                                 | 106                                                 |
| 1997                                                | 924                                                 | 169                                                 | 142                                                 |
| 1998                                                | 1 033                                               | 222                                                 | 136                                                 |
| 1999                                                | 912                                                 | 172                                                 | 162                                                 |
| 2000                                                | 924                                                 | 143                                                 | 202                                                 |
| 2001                                                | 909                                                 | 172                                                 | 122                                                 |
| 2002                                                | 890                                                 | 140                                                 | 131                                                 |
| 2003                                                | 922                                                 | 157                                                 | 146                                                 |
| 2004                                                | 928                                                 | 188                                                 | 152                                                 |
| 2005                                                | 929                                                 | 196                                                 | 174                                                 |
| 2006                                                | 957                                                 | 216                                                 | 165                                                 |
| 2007                                                | 1 053                                               | 183                                                 | 194                                                 |
| 2008                                                | -                                                   | -                                                   | -                                                   |
| 2009                                                | 994                                                 | 196                                                 | 174                                                 |
| 2010                                                | -                                                   | -                                                   | -                                                   |
| 2011                                                | -                                                   | -                                                   | -                                                   |
| 2012                                                | 1 148                                               | 257                                                 | 205                                                 |
| 2013                                                | 1 110                                               | 385                                                 | 253                                                 |
| 2014                                                | 1 182                                               | 299                                                 | 253                                                 |
| 2015                                                | 1 144                                               | 165                                                 | 170                                                 |
| 2016                                                | 1 092                                               | 186                                                 | 181                                                 |
| 2017                                                | 1 044                                               | 193                                                 | 194                                                 |
| 2018                                                | 952                                                 | 260                                                 | 165                                                 |
| 2019                                                | 1 085                                               | 239                                                 | 182                                                 |
| 2020                                                | 649                                                 | 224                                                 | 174                                                 |
| 2021                                                | -                                                   | -                                                   | -                                                   |
| 2022                                                | 1 463                                               | 383                                                 | 355                                                 |
| 2021                                                | -                                                   | -                                                   | -                                                   |
| 2022                                                | 1 463                                               | 383                                                 | 355                                                 |
| 2023                                                | 1 223                                               | 173                                                 | 161                                                 |
| 2024                                                | 1 251                                               | 252                                                 | 205                                                 |

## Patrimoine ferroviaire
L'ancien bâtiment voyageurs fermée au service ferroviaire depuis que la gare est devenue une simple halte sans personnel et sans guichet.
Ce bâtiment est inscrit au patrimoine architectural flamand depuis 2009.
En mars 2008, la marquise de quai s'est effondrée après avoir été percutée par une roue détachée d'un camion circulant à proximité. Elle n'a pas été reconstruite.

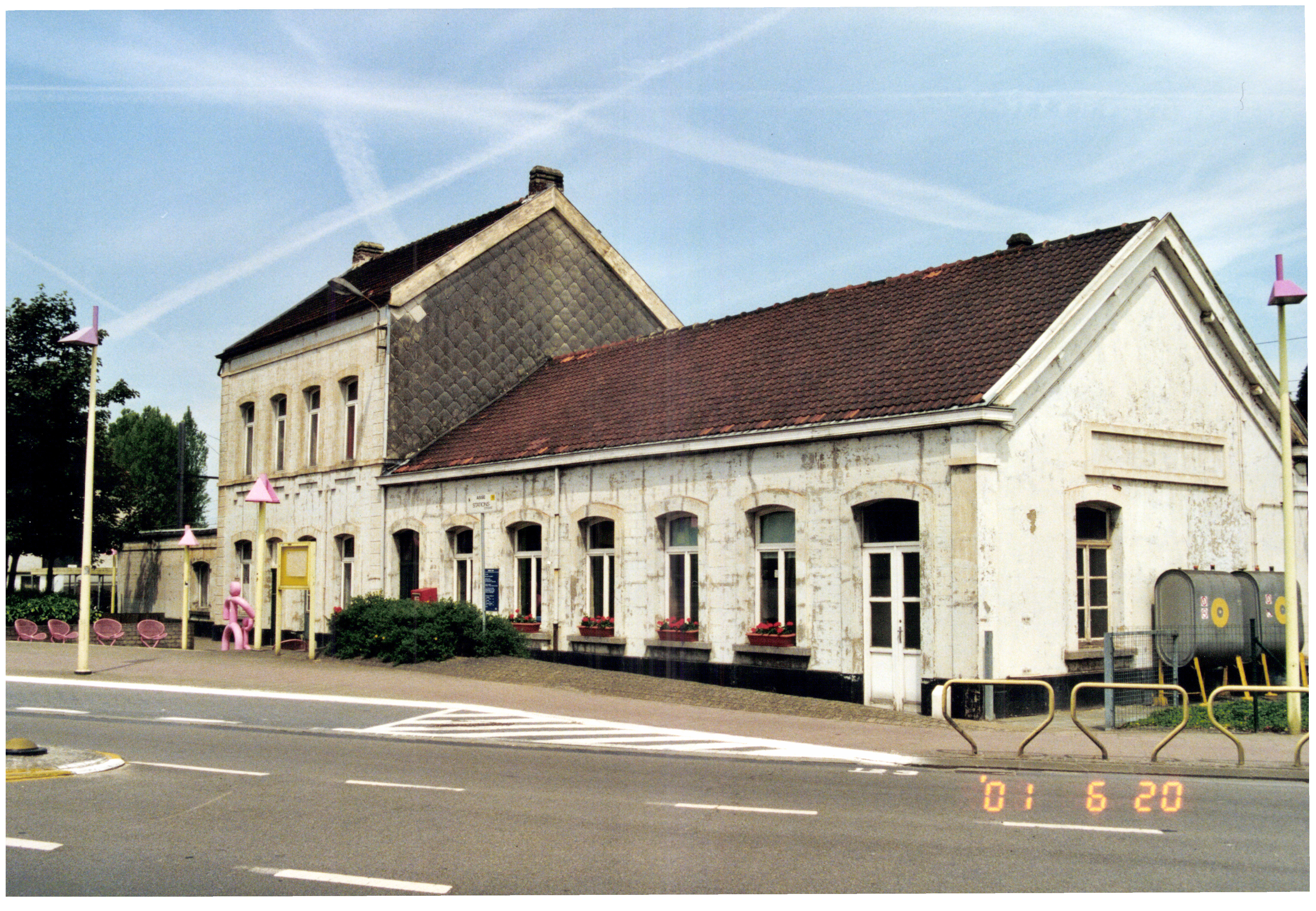
Bâtiment de la gare en 2001.
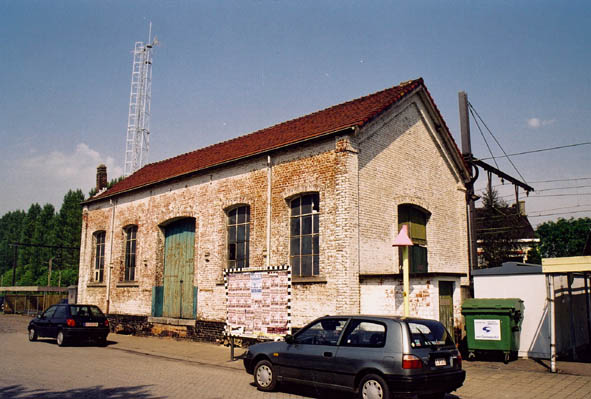
Halle aux marchandises.
Gare et tramway vicinal à vapeur.
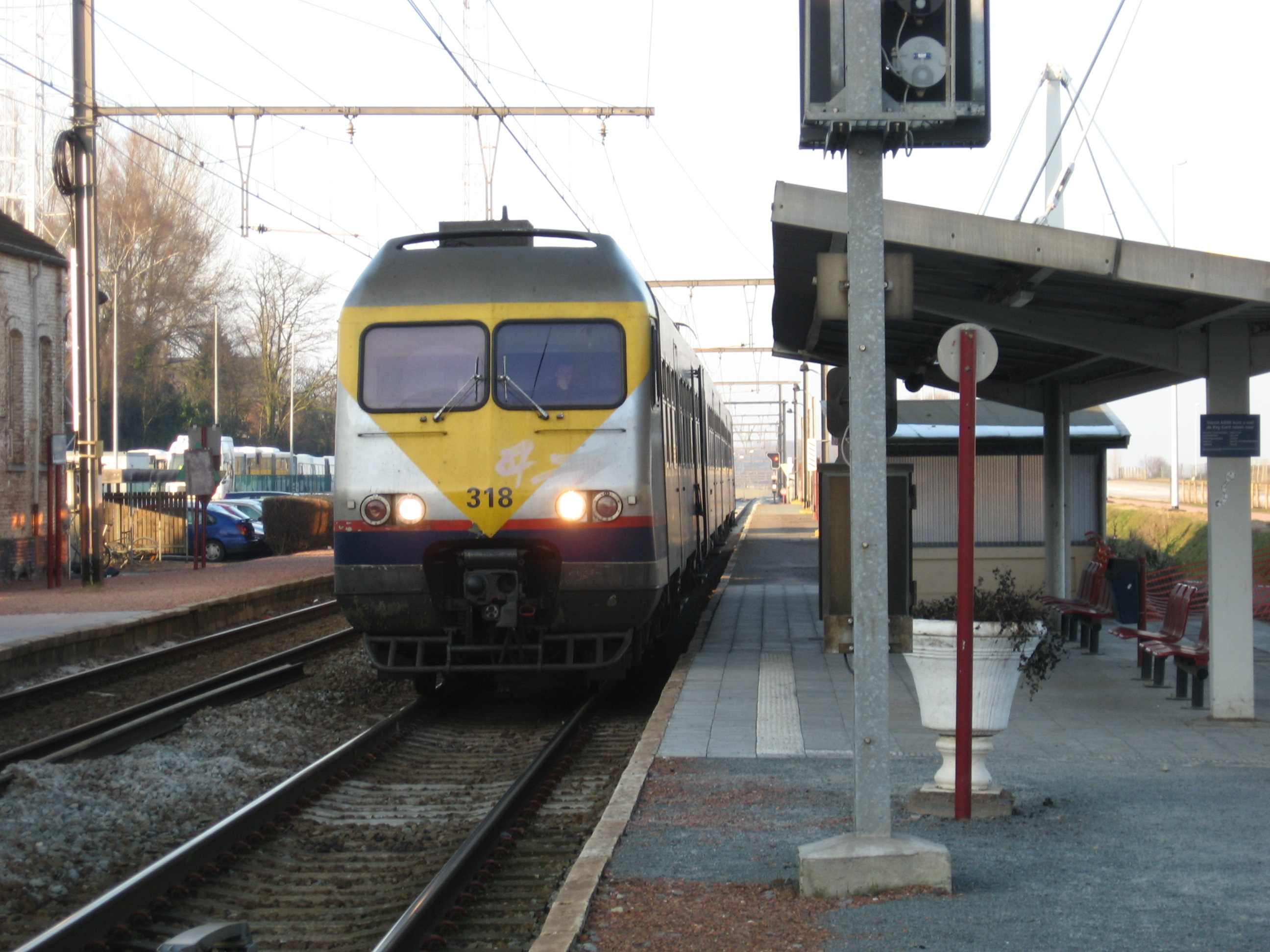
Train à quai (2008).